# 프스콥스코예호

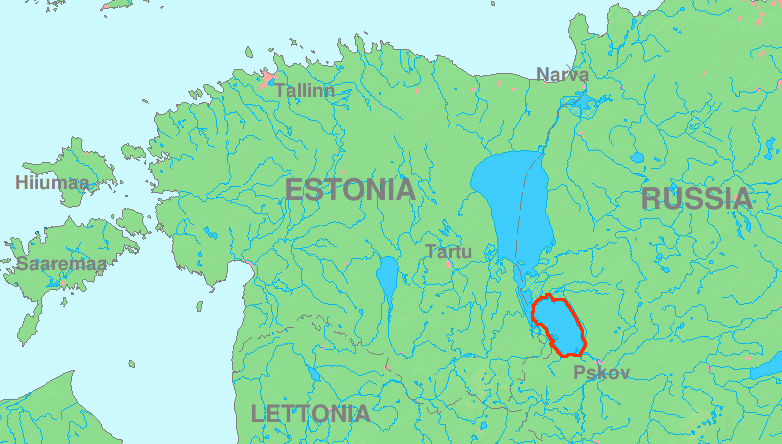

프스콥스코예호(러시아어: Псковское озеро, 에스토니아어: Pihkva järv, 버로어: Pihkva järv́/Talaba järv́)는 페이푸스호에 접한 호수이다.
면적은 1530 km2이다.
프스콥스코예호에는 탈랍스키섬과 콜피노섬이 위치해 있다.